# Kishimoto Kosuke
Kosuke Kishimoto (sinh ngày 13 tháng 10 năm 1967) là một cầu thủ bóng đá người Nhật Bản.

## Sự nghiệp câu lạc bộ
Kosuke Kishimoto đã từng chơi cho Fujitsu, JEF United Ichihara, Brummell Sendai và Denso.